# Kansay
Kansay ist ein Verwaltungsbezirk (Ward) des Distrikts Karatu in der tansanischen Region Arusha.

## Geografie
Kansay liegt im Norden von Tansania zwischen dem Eyasisee und dem Manyara-See.
Der Bezirk grenzt im Norden an Endabash, im Osten an Buger, im Süden an Marang und Masieda des Distrikts Mbulu und im Westen an Baray. Er hat eine Fläche von 197 Quadratkilometern. Bei der Volkszählung 2022 lebten hier 15.226 Menschen in 2896 Haushalten.

## Gliederung
Kansay besteht aus fünf Gemeinden (Mtaa) mit 19 Orten (Kitongoji):
| Kansay - Endagesh - Kainam - Kansay Kati - Harki | Ng’aibara - Ngaidadu - Barakta | Kambi ya Faru - Dum - Geer - Gendaa | Laja - Endang’u Mashariki - Yamuraat - Endagesh | Umbangw' - Endang’u Magharibi - Umbangw' - Darangu - Tloma Awaki - Laja |

## Wirtschaft und Infrastruktur
- Gesundheit: Im Bezirk liegen das private Gesundheitszentrum Kansay Mission[7] und eine staatliche Apotheke.[8]
- Bildung: Die Kansay Secondary School ist eine staatliche weiterführende Schule mit einer Ausbildung bis zur 4. Stufe.[9]